# Chiquinho Sorvetes
Chiquinho Sorvetes é uma rede brasileira de franquias de sorveteria. Fundada em 1980 pelo empresário Isaías Bernardes, no município de Frutal, localizado no estado de Minas Gerais. Atualmente é uma das maiores redes de sorveterias do Brasil.

## História
Em 1980, quando completou 18 anos, Isaías Bernardes ganhou do pai uma sorveteria de 15m² no centro de Frutal, Minas Gerais. O nome da empresa foi dado em homenagem ao pai de Bernardes, seu Francisco, o Chiquinho, que era agricultor.
A expansão da rede se deu com os familiares de Bernardes, que abriram outras unidades em cidades do interior. Em 1985, Bernardes comprou parte do negócio do pai e abriu a primeira loja no estado de São Paulo. Por volta do ano 2000, a empresa decidiu apostar nos sorvetes "soft" em vez dos de massa, o que impulsionou seu crescimento.

Atualmente é administrada de São José do Rio Preto, com a mistura sendo produzido em Goiás. Em 2018, anunciou planos de internacionalização dos negócios, começando por uma loja na cidade de Miami, localizada nos Estados Unidos. Para 2021, a previsão é fechar o ano com 680 unidades e faturamento superior a R$400 milhões.